# Mahala (Bośnia i Hercegowina)
Mahala – wieś w Bośni i Hercegowinie, w Federacji Bośni i Hercegowiny, w kantonie zenicko-dobojskim, w gminie Breza. W 2013 roku liczyła 902 mieszkańców, z czego większość stanowili Boszniacy.